# Vanadi(II) oxide
Vanadi(II) Oxide, VO, là một trong nhiều Oxide của vanadi. VO là một hóa chất trung tính điện tử, tồn tại lâu dài. Nó có cấu trúc NaCl biến dạng và chứa liên kết V−V yếu. Như được trình bày trong lý thuyết vùng, VO là chất dẫn điện do vùng dẫn được lấp đầy một phần và sự phân chia của các electron trong các obitan t2g. VO là một hợp chất có thành phần không ổn định, mà thành phần của nó thay đổi từ VO0,8 đến VO1,3. Khí VO là một trong những phân tử được tìm thấy trong quang phổ của các ngôi sao loại M tương đối lạnh.